# Islamic Association of China
Islamic Association of China is een vereniging voor moslims in de Volksrepubliek China. Zij vertegenwoordig alle moslims in het land en niet alleen de Han-Chinezen of Hui-Chinezen die moslim zijn.
Deze vereniging werd op 11 mei 1953 in Beijing opgericht. Hierbij waren vertegenwoordigers van tien Chinese volken aanwezig. De uitgangspunten van de vereniging zijn het helpen van de overheid bij het waarmaken van religieuze vrijheid, het voortzetten van de islamitische tradities, verenigen van alle moslims in het land om het socialisme van het moederland te kunnen verbeteren. Ook het bouwen van vriendschappen met andere moslims uit andere landen is een uitgangspunt. Het hoofdkwartier van de vereniging is in Beijing gevestigd.